# 總合供需模型

總合供需模型圖示

總合供需模型，或稱AD–AS模型是一個總體經濟模型，通過總合需求和總合供給的關係，來解釋價格水平和產出的關係。此模型基於約翰·梅納德·凱恩斯的作品《就業、利息與貨幣的一般理論》，為現代總體經濟學最主要的基本模型之一，並受到眾多經濟學家的使用，包括自由主義，貨幣主義的放任主義者等等的使用。